# 奥州家 (島津氏)
奥州家（おうしゅうけ）は、薩摩守護島津家の別名。初代当主である島津氏久が陸奥守を称していたことからこの名がついた。実際に奥州家と呼ばれるのは初代氏久・2代元久のみで、3代以降は奥州家の流れであるが薩摩・大隅守護としての島津家当主であり、この名で呼ばれることは少ない。

## 島津宗家・奥州家
島津家5代当主貞久は、三男師久に薩摩守護職を、四男氏久に大隅守護職を譲り島津家を分割統治させた。2代元久の時、総州家で2代伊久と子の守久の内紛が起こる。元久は両者の争いを調停したことで伊久より薩摩守護職と伝家の家宝を譲り受けた。これより奥州家が薩摩・大隅守護職を兼任する。両家は当初協力関係にあったが、次第に対立を深め衝突するようになった。島津宗家8代当主となった元久の弟・久豊は総州家4代久世を謀殺。その子の忠国は総州家3代守久を追放し、総州家5代久林も殺害する。ここに総州家は滅亡、長きにわたる奥州家と総州家の内紛も終わりを告げた。
島津宗家11代当主の忠昌の代から島津領内では一族や国人の反乱が頻発し、12代忠治・13代忠隆が次々と早世したこともあって領内の治安は乱れる一方であった。14代勝久の代には島津宗家独力では領内の混乱を収められず、また分家の薩州家・実久から守護職を譲るよう圧迫も受けていた。そこで勝久は有力な分家・相州家の忠良の力を借りるため忠良の子の貴久を養子にし、薩摩守護職を譲り自らは隠居する。しかし守護職復帰を目論み忠良・貴久親子と対立。この争いに敗れた勝久は豊後へ亡命し、以後の島津宗家は相州家の流れが引き継いだ。

## 歴代当主
1. 島津氏久（6代）
2. 島津元久（7代）
3. 島津久豊（8代）
4. 島津忠国（9代）
5. 島津立久（10代）
6. 島津忠昌（11代）
7. 島津忠治（12代）
8. 島津忠隆（13代）
9. 島津勝久（14代）

（　）内は島津宗家での順

## 関連事項
- 島津氏